# Jordan Matthews
Jordan Armand Matthews (Madison, 16 luglio 1992) è un giocatore di football americano statunitense che gioca nel ruolo di wide receiver per i Carolina Panthers della National Football League (NFL). Fu scelto nel corso del secondo giro (42º assoluto) del Draft NFL 2014. Al college ha giocato a football alla Vanderbilt University.

## Carriera

### Philadelphia Eagles
Matthews fu scelto nel corso del secondo giro del Draft 2014 dai Philadelphia Eagles. Debuttò come professionista subentrando nella vittoria della settimana 1 contro i Jacksonville Jaguars ricevendo 2 passaggi per 37 yard. La settimana successiva partì per la prima volta come titolare, ricevendo un passaggio da 17 yard. Nella settimana 3, nella gara contro i Redskins, ricevette i suoi primi due touchdown dal quarterback Nick Foles. Nel Monday Night Football del decimo turno disputò la sua miglior prestazione stagionale ricevendo 7 passaggi per 138 yard e 2 touchdown da Mark Sanchez nella vittoria sui Panthers. La sua annata da rookie si concluse al secondo posto della squadra in ricezioni (67), yard ricevute (872) e touchdown (8), disputando tutte le 16 partite, di cui 10 come titolare.
Nel nono turno della stagione 2015 contro i Cowboys, Matthews ricevette da Sam Bradford il touchdown da 41 yard nei supplementari che diede la vittoria agli Eagles. La sua gara terminò con 9 ricezioni per 133 yard. La sua seconda stagione si chiuse guidando gli Eagles in yard ricevute (997) e TD su ricezione (8).

### Buffalo Bills
L'11 agosto 2017 Matthews venne scambiato con i Buffalo Bills insieme a una scelta del terzo giro del draft del 2018, in cambio del cornerback Ronald Darby.

## Statistiche
| Partite totali      | 16  |
| Partite da titolare | 10  |
| Ricezioni           | 67  |
| Yard ricevute       | 872 |
| Touchdown           | 8   |

Statistiche aggiornate alla stagione 2014